# Gora Sholohova
Gora Sholohova (englische Transkription von russisch Гора Шолохова Gora Scholochowa) ist ein Nunatak im ostantarktischen Coatsland. Er ragt nordöstlich der Nicol Crags in den Read Mountains der Shackleton Range auf.
Russische Wissenschaftler benannten ihn. Der Namensgeber ist nicht überliefert.